# Österreichische Zeitschrift für Soziologie
Die Österreichische Zeitschrift für Soziologie (ÖZS) ist eine deutschsprachige wissenschaftliche Fachzeitschrift. Die Zeitschrift wird von der Österreichischen Gesellschaft für Soziologie (ÖGS) herausgegeben. Die erste Ausgabe erschien 1976, bis Ende 2024 sind die Hefte vierteljährlich bei Springer VS veröffentlicht worden.
Ab 2025 veröffentlicht Springer VS die Beiträge der ÖZS kontinuierlich auf der Homepage des Journals, die auch in thematischen Sammlungen gebündelt werden.

## Herausgebende und Redaktion
Die ÖZS erscheint seit 1976, sie wird von der Österreichischen Gesellschaft für Soziologie (ÖGS) herausgegeben und bei Springer VS verlegt.
Redaktion der ÖZS besteht aus (Stand 2024):
- Dimitri Prandner (Editor in Chief; Johannes Kepler Universität Linz)
- Astrid Pennerstorfer (Editor in Charge; Wirtschaftsuniversität Wien)
- Julia Dhalvik (FH Campus Wien)
- Ana Mijic (Central European University)
- Natalia Wächter und Franz Höllinger (beide Universität Graz)
- Wilfred UUnk und Bettina Mahlert (beide Universität Innsbruck)
- Michael Parzer (Universität Wien)
- Alexander Seymer (Universität Salzburg)

## Inhaltliche Ausrichtung und Erscheinungsweise
Publiziert werden deutsch- und englischsprachige Texte aus allen Bereichen der Soziologie:
- theoretische und empirische wissenschaftliche Artikel,
- Forschungsberichte mit Unterschiedlichen Ausrichtungen
- Buchbesprechungen sowie Diskussionsbeiträge

Dabei Zielgruppe der Zeitschrift sind Soziologinnen und Soziologen sowie Wissenschaftlerinnen und Wissenschaftler aus anderen sozialwissenschaftlichen Disziplinen (Politikwissenschaft, Kommunikationswissenschaft, Erziehungswissenschaft etc.).
Beiträge erscheinen kontinuierlich online auf der Website des Journals. Bis einschließlich 2024 wurden diese in vier Hefte pro Jahr zusammengefasst, ab 2025 gibt es anstatt von einzelnen Heften thematische Sammlungen mit unterschiedlichen Schwerpunkten.
Veröffentlicht werden wissenschaftliche Abhandlungen mit dem Ziel, die soziologische Diskussion und Forschung zu fördern. In den Beiträgen soll die gesamte Vielfalt wissenschaftlicher Standpunkte und Lehrmeinungen, einschließlich solcher interdisziplinärer Ausrichtung, berücksichtigt werden.